# François Claudius Compte-Calix
Pour les articles homonymes, voir Compte (homonymie).
François Claudius Compte-Calix est un peintre et un illustrateur de mode français né à Lyon le 27 août 1813 et mort à Chazay-d'Azergues le 29 juillet 1880.

## Biographie
Peintre, dessinateur et illustrateur, l'œuvre de François Claudius Compte-Calix est représenté dans les collections de divers musées dont le musée Magnin de Dijon, le musée Adrien-Dubouché de Limoges et le château de Compiègne. Il fournit de nombreux modèles d'illustration pour Les Modes parisiennes dans les années 1860.
Selon Didier Rykner, son chef-d'œuvre serait sa Sainte Élisabeth de Hongrie (1844, Issoire, chapelle de l’hôpital général).

## Œuvres dans les collections publiques
- France
  - Chazay-d'Azergues, musée de Chazay-d'Azergues : Retour victorieux de la bataille des Culattes, fête des vendanges. église de Chazay-d'Azergues : Saint Laurent et saint André au-dessus de Chazay d’Azergues.
  - Compiègne, château de Compiègne : Présentation des dames de Châlons à l'impératrice, dessin.
  - Dijon, musée Magnin :
    - Le Guet-apens amoureux, dessin au crayon graphite et lavis brun sur papier vélin, 25,4 × 20,8 cm ;
    - Jeune dame en crinoline, dessin.

  - Limoges, musée Adrien-Dubouché.
  - Marseille, musée des Civilisations de l'Europe et de la Méditerranée :
    - Paysanne des environs de la Rochelle, vers 1850, estampe ;
    - Femme des environs de Nîmes, vers 1850, estampe.

  - Roanne, musée des Beaux-Arts et d'Archéologie Joseph-Déchelette : Portrait de Louis-Antoine-Augustin Pavy (Roanne, 1805-Alger, 1866), premier évêque d'Alger de 1846 à 1866, 1847.
  - Meudon, Hôtel de Ville : La famille de l'artiste réuni autour de Felix Compte-Calix à Chazay d'Azergues (huile sur toile, 200x270cm, vers 1860)

- Royaume-Uni
  - Barnard Castle, Bowes Museum : Madame de Lamartine adoptant les enfants des patriotes tués à Paris sur les barricades pendant la Révolution de 1848[3].

Œuvres de François Claudius Compte-Calix
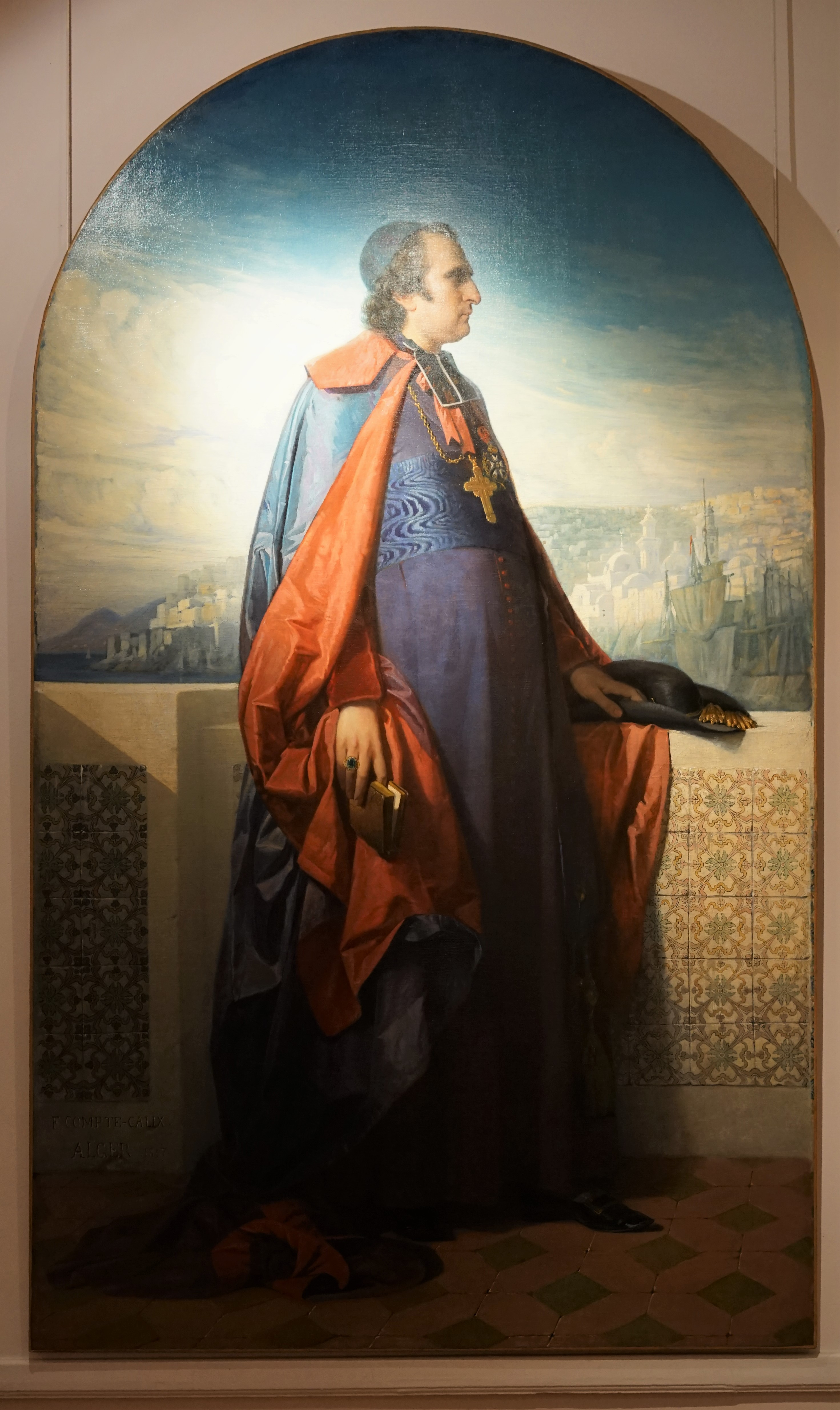
Portrait de Louis-Antoine-Augustin Pavy, premier évêque d'Alger de 1846 à 1866 (1847), Roanne, musée des Beaux-Arts et d'Archéologie Joseph-Déchelette.
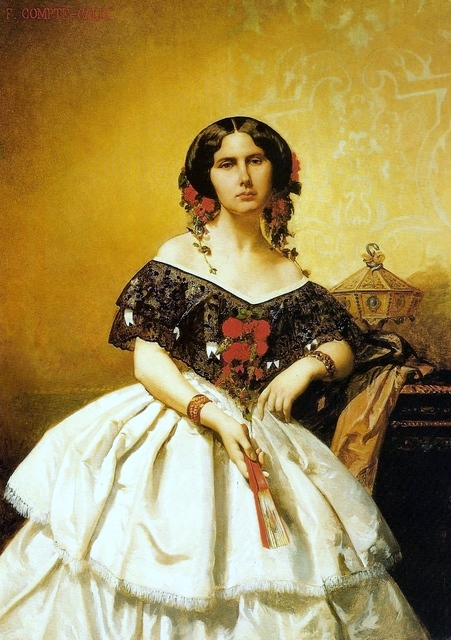
Portrait de la Marquise d'Itamaraty, Rio de Janeiro, Museu Histórico e Diplomático do Itamaraty (pt).
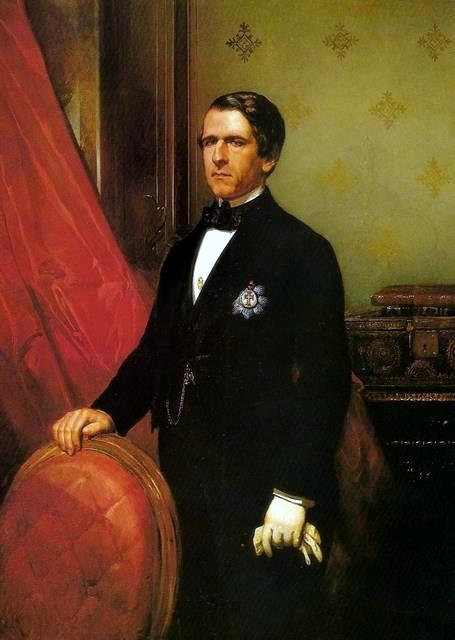
Portrait du comte d'Itamaraty, Rio de Janeiro, Museu Histórico e Diplomático do Itamaraty (pt).
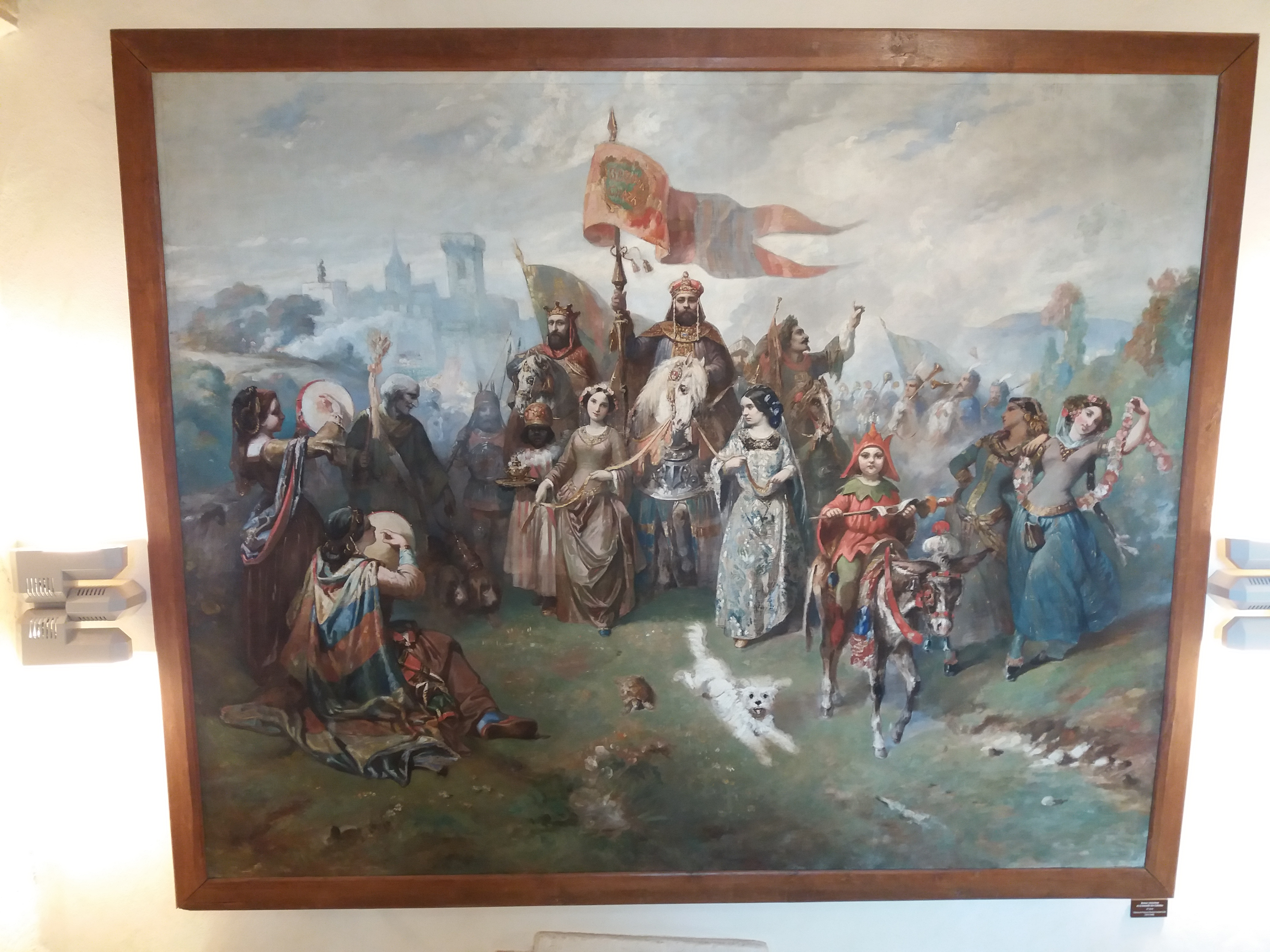
Retour victorieux de la bataille des Culattes, musée de Chazay-d'Azergues.
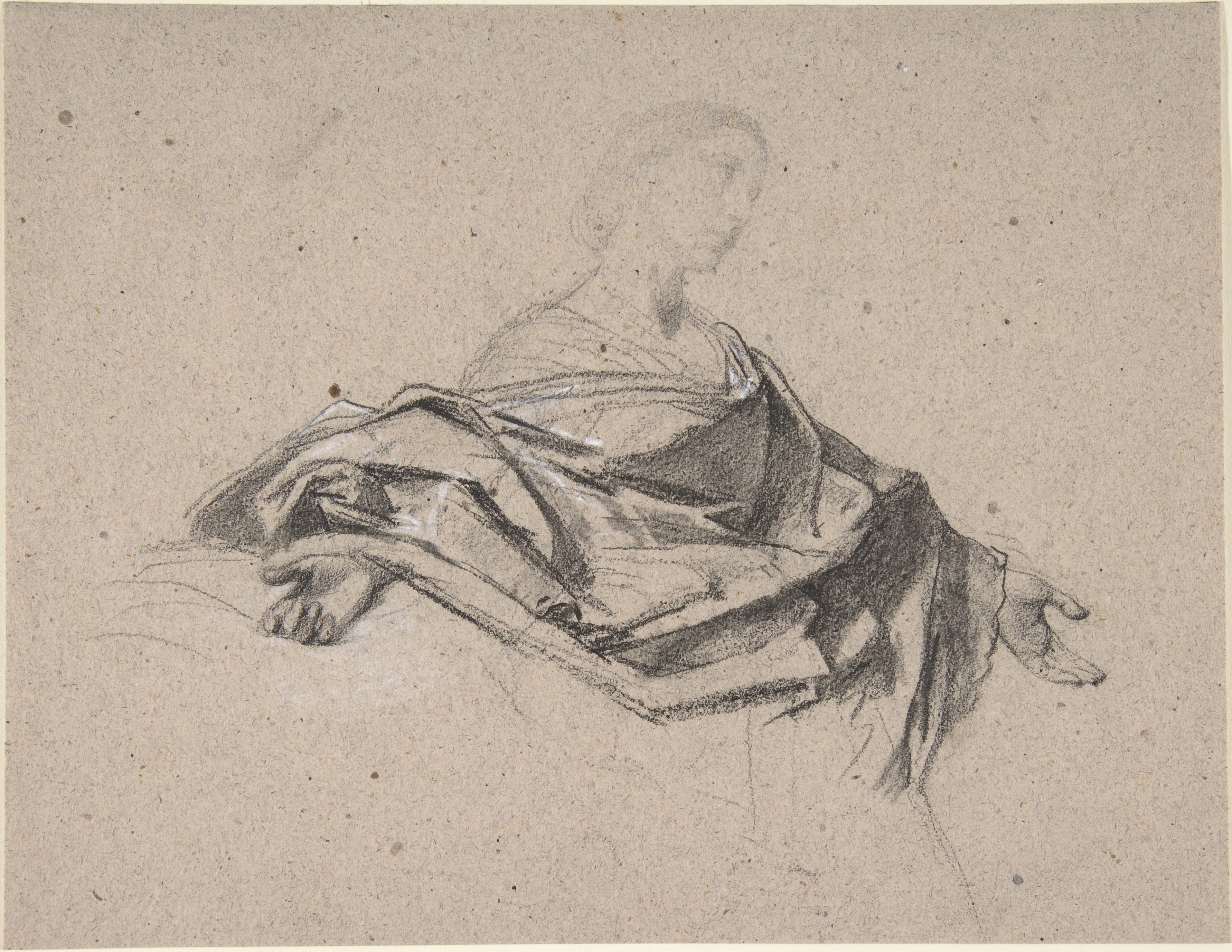
Figure à mi-corpd d'une femme les bras ouverts, New York, Metropolitan Museum of Art.
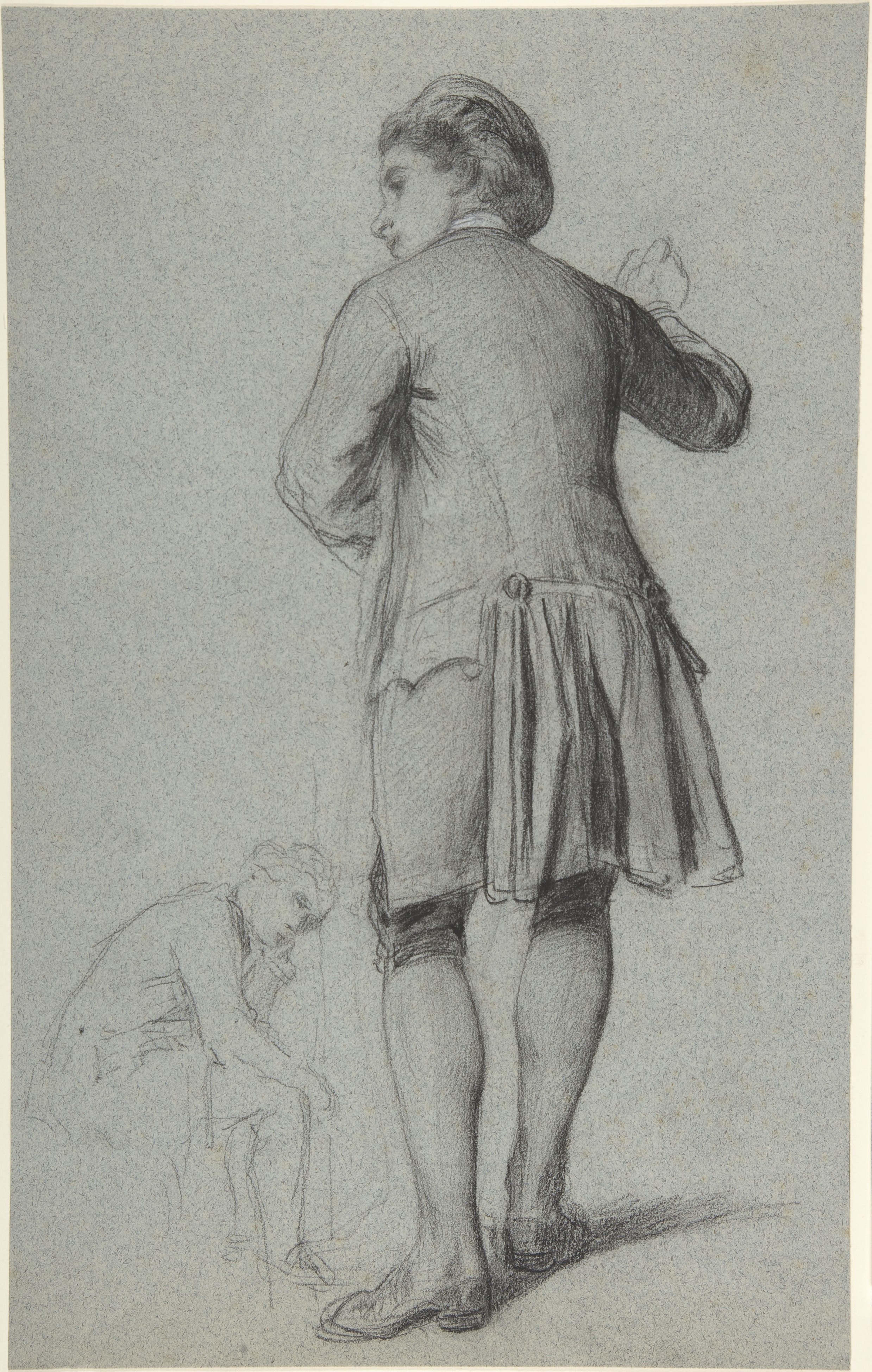
Étude d'un homme debout frappant à une porte, croquis d'un homme assis, New York, Metropolitan Museum of Art.
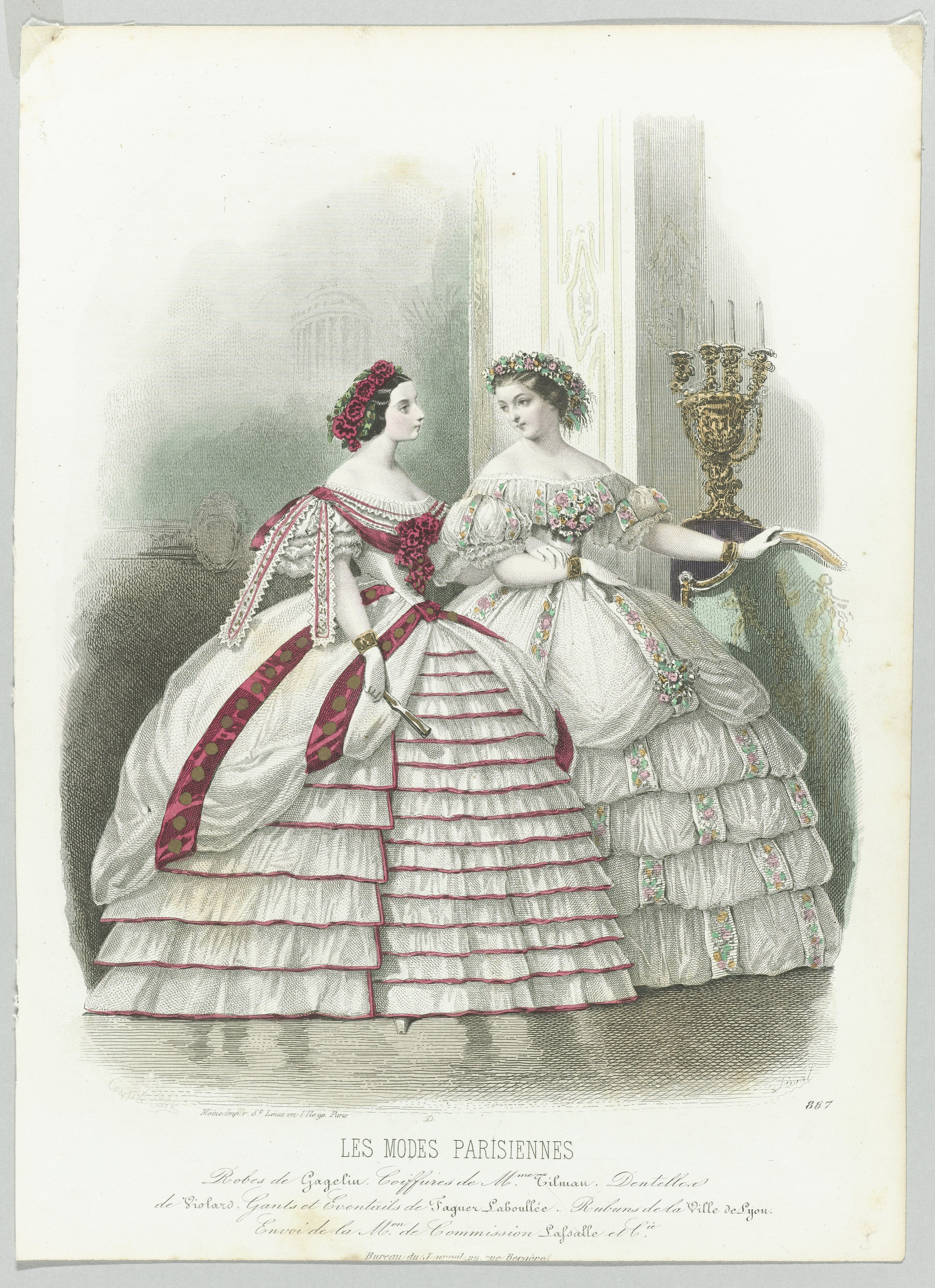
Robes de Gagelein…, gravure de Préval d'après Compte-Calix parue dans Les Modes parisiennes, no 887 en 1860.

### Iconographie
- Étienne Carjat, François Claudius Compte-Calix (1813-1880), peintre français, vers 1870, photographie, Paris, musée d'Orsay.